# Andorra la Vella
Andora la Vella (20.347 stanovnika 1990.) je glavni i najveći grad Andore. Nalazi se na jugu zemlje u uskoj pirenejskoj dolini Gran Valira. Glavni je grad de facto od 1287., a službeno od donošenja prvog andorskog ustava 1993. Sjedište je zakonodavne, izvršne i sudbene vlasti. Najvažnije gospodarske grane su turizam i financije. Postoje i tvornice pokućstva i žestokih pića.

## Povijest
Na mjestu današnjeg grada postoje nalazišta iz kamenog doba. Postoje podaci da je grad osnovan u doba prije Krista. U vrijeme Karla Velikog je spadao u franačku povijesnu pokrajinu Marca Hispanica. U 8. st. u grad su stigli Mauri. 1278. godine je proglašen andorskom prijestolnicom. Iz tog doba potječe stara gradska jezgra. 1707. je izgrađena zgrada parlamenta. U dvadesetom stoljeću područje grada nije imalo velik povijesni značaj, pa čak nije uključueno u Versajski ugovor. 1930.-ih Boris Skossyreff je uspostavio demokraciju. 1993. je službeno uspostavljena parlamentarna demokracija. 1991. i 2005. je bio domaćin Igara malih europskih država.

## Zemljopis
Andorra la Vella se nalazi u dolini između planina Valira del Nord i Valira del Orient koje pripadaju planinskom lancu Pireneji. Smješten je na rijeci Valiri. S obzirom na visinu od 1.023 metara je najviši glavni grad u Europi i popularno skijalište. Temperature tijekom godine su od −1 °C do 20 °C.

## Znamenitosti
Poznata je stara gradska jezgra s kamenim ulicama i kućama. Također je poznata crkva Svetog Stjepana Prvomučenika izgrađena u 11. st. u romaničkom stilu. Značajna je zgrada parlamenta u starom dijelu grada. Najstarija i najpoznatija crkva je vjerojatno crkva u župi Santa Coloma. Najveći kulturni centri u gradu su vladina dvorana, glavni muzej i gradsko kazalište. Također je poznat gradski trg.

## Prijevoz
Kao glavni grad, povezan je s većim zračnim lukama u Toulouseu, Gironi, Perpignanu i Barceloni. S obzirom na reljef zračni promet nije razvijen. U gradu postoji kolodvor i željeznica, te gradski prijevoz autobusom. Željeznicom je povezan s francuskim gradićem L'Hospitalet-près-l'Andorre koji je povezan s Parizom i Barcelonom.

## Stanovništvo i jezici
U gradu ima najviše Španjolaca (43%), Andoraca (33%), Portugalaca (11%) i Francuza (7%). Službeni jezik je katalonski, a govore se španjolski, portugalski i francuski. U vjeri prevladavaju rimokatolici.

## Gospodarstvo
Andorra la Vella je gospodarsko središte Andore. Većina andorskih tvrtki ovdje ima upravu. Svake godine dolazi oko 10 milijuna turista, što donosi velike prihode. Također, grad je i jedno od europskih bankarskih središta. Iako država nije članica Europske unije, koristi euro.

## Poznati građani
- Joan Vilana Díaz
- Sophie Dusautoir Bertrand

## Gradovi prijatelji
Andora je prijatelj s:
- Valls, Španjolska